# Hycleus abyssinica
Hycleus abyssinica es una especie de coleóptero de la familia Meloidae.

## Distribución geográfica
Habita en Etiopía.